# Homo economicus
Homo economicus (с лат. — «человек экономический», «человек рациональный») — понятие о том, что человек как существо, действующее разумно, всегда стремится к максимизации получаемой прибыли и делает выбор из-за значения экономических результатов этого выбора. В обычном смысле homo economicus — это человек, действующий в соответствии с этим принципом.

## Основания парадигмы в экономических науках
Парадигма человека экономического (homo economicus) была представлена у Джона Стюарта Милля, для которого homo economicus не был каким-то конкретным человеком, а только теоретической моделью. Его концепция относилась к представленной шотландским экономистом и философом Адамом Смитом концепции нравственной природы человека, для которого личность свободна и эгоистична, но путём концентрации на собственных интересах способствует достижению общего блага, хотя и в значительно измененном виде, была принята в классическую экономику.
В экономических науках человек экономический определяется как гипотетический человек, так как в действительности человек не ведет себя рационально, а его решения не являются основанными исключительно на экономическом расчёте. Критицизм предположения о рациональном действии человека принимали такие классики экономики, как Джон Мейнард Кейнс, так как в реальности оказывается, что человек экономический не является рациональным, а в экономических теориях следует учитывать отсутствие рационализма человека в принятии решений.

## Смешанные модели
На основе взаимосвязи между экономикой и социальными науками возникают понятия, относящиеся как к экономической традиции, так и к социологической, в частности, концепция социально-экономического человека, концепции избирательной рациональности и ограниченной рациональности, а также концепция семейной максимизации, которые апеллируют как к влиянию окружающей среды на личность и ее выбор, так и к недостатку информации, необходимой для полностью рационального поведения на рынке.